# Крокодил (игра)
Крокоди́л – салонная, не настольная игра, участникам которой нужно показывать и отгадывать слова или выражения при помощи жестов, движений и мимики. Также известна под названиями «Ассоциации», «Пантомима», «Шарады», «Угадай слово», "Угадай животное" и другими.

## Название
Существует несколько версий происхождения названия «Крокодил».
- По наиболее распространенной версии, название стало более популярным, чем другие наименования той же игры, в связи с тем, что слово «крокодил» наиболее просто показывать и на его примере можно легко объяснять правила.

- Другая версия связывает происхождения названия с эпизодом из польского комедийного фильма 1966 года «Лекарство от любви», поставленного по повести Иоанны Хмелевской. По сюжету этого эпизода героиня разговаривает по телефону, а ее подруга пытается бессловесно подсказывать ей, что той говорить. В частности, чтобы героиня догадалась назначить свидание в популярном варшавском ресторане «Крокодил», ее подруга пантомимой показывает крокодила, из-за чего героиня удивляет собеседниками репликами «Зубы?!» или «Хвост!», прежде чем понимает суть подсказки.

- Некоторые источники также видят связь между названием игры и славившимися в том числе своими карикатурами советским сатирическим журналом «Крокодил»[2]

Популярности названия «Крокодил» также поспособствовала одноименная телеигра, выходившая на канале Муз-ТВ с 2010 по 2012 год (ведущие Ольга Шелест и Тимур Родригез), участники которой в течение шести раундов соревновались в умении показывать и отгадывать слова или словосочетания.

## Правила игры
Выделяют командную и индивидуальную разновидность игры.
В командной разновидности «Крокодила» соревнуются две команды. В каждом раунде одна из команд, посовещавшись, выбирает слово или выражение, которое сообщает одному из участников другой команды. После этого за ограниченное время игрок должен при помощи жестов, движений и мимики показать это слово оставшимся участникам своей команды. После этого уже команда, игрок которой только что показывал слово, загадывает слово для представителя команды-соперника и т.д. Победителем становится та команда, которая смогла отгадать большее количество слов.
В индивидуальной разновидности, в отличие от командной, в каждом раунде слово пытаются отгадать все игроки, кроме двух – загадавшего слово и показывающего. После того, как кто-то из игроков отгадывает слово, он становится показывающим (а предыдущий показывающий загадывает слово) и т.д. В этой разновидности также возможен подсчет очков, хотя чаще он не ведется, и игра проходит без соревновательной составляющей.
В зависимости от желания участников может меняться диапазон того, что можно загадывать в игре, например:
- Только нарицательные существительные (например, кенгуру, будильник или агония)

- Имена собственные и известные люди (Португалия, Джонни Депп, Плутон)

- Другие части речи (бегать, хрустящий, однако)

- Словосочетания (гражданский муж, декретный отпуск, котлета по-киевски)

- Устойчивые выражения, названия и цитаты (Почем фунт лиха, Купание красного коня, Мой дядя самых честных правил)

Обычно правила запрещают показывающему издавать любые звуки (не только произносить конкретные слова), использовать любые предметы, а также использовать жесты, показывающие буквы, из которых состоит загаданное слово.
При этом правила разрешают показывать слова по частям и взаимодействовать с отгадывающими (например, жестами сообщать им, что высказанная версия близка к правильной, кивать в ответ на прямой вопрос и т.д.)
Использование специальных программ для генерации загадываемых слов или понятий или готовых наборов с карточками дает возможность обеспечить примерно равный уровень слов по сложности, а также вовлечь в игру всех участников одновременно (в командной разновидности в этом случае отгадывать могут обе команды, соревнуясь в том, какая из них отгадает быстрее).
Также существуют интернет-версии игры «Крокодил», в которой загаданное слово надо не показывать жестами, а рисовать.